# Pere Julià
Pere Julià es un personaje ficticio al que se atribuyeron primero las funciones de cónsul de catalanes en Constantinopla y posteriormente las de capitán de armas o militar en jefe de una supuesta guarnición catalana presente en Constantinopla en mayo de 1453, cuando fue conquistada por los otomanos de Mehmet II. La única mención de su nombre (Πέτρῳ Γουλιάνῳ) aparece en uno de los manuscritos del Chronicon Maius de Pseudo-Frantzés, variante que se incorporó a la edición crítica del texto (Bonn, 1838). Según esta crónica Julià sería el cónsul de los catalanes y presuntamente habría sido ejecutado junto con sus dos hijos poco después de la toma final de la ciudad.
El rumano Constantin Marinescu ya señaló el error de aquella identificación gracias a sus investigaciones en los archivos de la cancillería real, que le permitieron demostrar que el cónsul de los catalanes por aquellas fechas era Joan de la Via. Él mismo, sin embargo, se decantó por considerarlo un militar que estaría presente durante el episodio en cuestión, al dar validez el testimonio del Chronicon Maius. Como él, la mayoría de investigadores ha aceptado hasta tiempos recientes la historicidad del personaje de Pere Julià. Con todo, desde 1934 la crítica filológica e histórica han puesto de manifiesto que el texto de Pseudo-Frantzés es, de hecho, una reelaboración del Chronicon Minus o Dietario de Frantzés confeccionada por el obispo de Monembàssia Macario Melisurgo-Melissenos, refugiado en Nápoles en 1571 y cuya fiabilidad es relativa. En la actualidad se considera que las interpolaciones del nombre de Julià, así como la del castellano Francisco de Toledo, responderían posiblemente a un intento del obispo de atraerse el favor del virrey napolitano y no se les puede reconocer ninguna historicidad.

## rnos
- Esta obra contiene una traducción  derivada de «Pere Julià» de Wikipedia en catalán, publicada por sus editores bajo la Licencia de documentación libre de GNU y la Licencia Creative Commons Atribución-CompartirIgual 4.0 Internacional.

- Datos: Q2390630